# 高尾駅 (岐阜県)
高尾駅（たかおえき）は、岐阜県本巣市高尾字吉尾にある、樽見鉄道樽見線の駅である。駅番号はTR17。

## 歴史
根尾村（現・本巣市）の請願駅で、建設費500万円は同村が負担した。
- 1989年（平成元年）3月25日：樽見鉄道樽見線神海駅 - 樽見駅間延伸時に開設[1]。

## 駅構造
単式ホーム1面1線を有する地上駅。
無人駅。ホーム上に小さな待合所が設置されている。また、駅入口付近に簡易水洗式便所がある。

## 駅周辺
- 高尾神社：別名は高尾宮。
- 国道157号：根尾川対岸を通る。
- 岐阜県道255号根尾谷汲大野線
- 根尾川

### バス路線
岐阜県道255号線に「高尾宮前」停留所があり、以下の路線が発着する。
本巣市市営バス
- 根尾宇津志線
  - 根尾分庁舎前
  - 宇津志

## 隣の駅
樽見鉄道
■樽見線
日当駅 (TR16) - 高尾駅 (TR17) - 水鳥駅 (TR18)